# ديميتري تيخونوف
ديميتري تيخونوف (بالروسية: Тихонов, Дмитрий Владимирович)‏ هو لاعب كرة قدم روسي في مركز الهجوم، ولد في 13 أغسطس 1988 في موسكو في روسيا. لعب مع سيسكا موسكو.